# Pečeňady
Pečeňady (in ungherese Besenyőpetőfalva) è un comune della Slovacchia facente parte del distretto di Piešťany, nella regione di Trnava.